# Транссахарски газопровод
Транссахарският газопровод (известен още като Трансафрикански газопровод) е планиран газопровод за природен газ от Нигерия до Алжир. Той се разглежда като алтернативна възможност за доставки на газ за страните в Европа.

## История
Идеята за създаване на Транссахарски газопровод е предложена за първи път през 1970-те години. На 14 януари 2002 г. Нигерийската национална петролна корпорация (NNPC) и алжирската национална компания за нефт и газ „Сонатрак“ подписват Меморандум за разбирателство за подготовката на проекта. През юни 2005 г. NNPC и „Сонатрак“ подписват договор с Penspen Limited за проучване за осъществяването на проекта. То завършва през септември 2006 г. и установява, че тръбопроводът е технически и икономически осъществим и надежден.
На срещата на 20 февруари 2009 г. NNPC и „Сонатрак“ се споразумяват да продължат с проекта на Меморандум за разбирателство между три правителства и споразумението за съвместно предприятие. Междуправителственото споразумение за газопровода е подписано от министрите на енергетиката на Нигерия, Нигер и Алжир на 3 юли 2009 г. в Абуджа.
Опасенията за безопасността на операциите се засилват поради кризата със заложниците в Ин Аменас през 2013 г. По това време Нигерия, Нигер и Алжир са сред най-несигурните райони в региона поради различни активни терористични движения, които ги дестабилизират.

## Маршрут
Началото на газопровода е планирано да започва в района град Уари, Нигерия и преминава на север през Нигер до Хаси Р'мел в Алжир. В Хаси Р'мел газопроводът се свързва със съществуващите тръбопроводи: Транссредиземноморски, Магреб-Европа, Медгаз и Галси. Оттам да захранват Европа от газопреносните хъбове в Ел Кала и Бени Саф на средиземноморското крайбрежие на Алжир. Дължината му се изчислява на 4128 километра: 1037 километра в Нигерия, 841 километра в Нигер и 2310 километра в Алжир.

## Технически характеристики
Годишният капацитет на газопровода се оценява на 30 милиарда кубически метра природен газ, с диаметър от 1220 до 1420 mm. Първоначално е очаквано газопроводът да заработи до 2015 г., като първоначалната инвестиция за тръбопровода се е очаквала да бъде около 10 милиарда щатски долара, а за центровете за събиране на газ – около 3 милиарда долара. През 2019 г. проектът все още е актуален.

## Оператор
Тръбопроводът е планиран да бъде изграден и експлоатиран от партньорството между NNPC и „Сонатрак“, предвидено е компанията да включва и правителството на Нигер. Първоначално е предвидено NNPC и „Сонатрак“ да държат общо 90% от акциите, докато Нигер да държи 10%.
Руската газова компания „Газпром“ се включва в преговорите с Нигерия за възможност за нейно участие в проекта. Също така индийската компания GAIL, френската „Тотал“, италианската Eni SpA и „Роял Дъч Шел“ изразяват интерес да участват в проекта.